# علم السموم الدوائي
ينطوي علم السموم الدوائي على دراسة نتائج التعرض السمي للعقاقير والعوامل الصيدلانية في مجال الرعاية الصحية. يشتمل مجال علم السموم الدوائي أيضًا على معالجة الآثار الجانبية المحرّضة دوائيًا والوقاية منها. يمكن تصنيف علم السموم الدوائي إلى فئتين مختلفتين: الديناميكية الدوائية (تأثيرات دواء ما على الكائن الحي)، والحركية الدوائية (تأثيرات الكائن الحي على الدواء).

## آليات السمية الدوائية الصيدلاني
توجد آليات عديدة قد تسبب العقاقير الصيدلانية من خلالها آثارًا سميةً. من بين أكثر هذه الآليات شيوعًا الارتباطُ التساهمي للعقار أو مستقلباته مع مستقبِل أو إنزيمات معينة في سُبل نسيجية محددة، الأمر الذي يؤدي إلى إثارة الاستجابات السمية. قد يحدث الارتباط التساهمي في كل من المواضع على مستوى الهدف وخارج الهدف وبعد التحول الحيوي البيولوجي.

### السمية على مستوى الهدف
يُشار إلى السمية على مستوى الهدف أيضًا بأنها سمية معتمدة على الآلية. يحدث هذا النوع من الآثار الضارة والذي ينتج عن التعرض للمستحضر الدوائي بسبب تفاعلات العقار مع هدفه المقصود. تكون الأهداف العلاجية والسمية متماثلة في هذه الحالة. لتجنب السمية أثناء العلاج، لا بد في كثير من الأوقات من تغيير الدواء ليستهدف جانبًا مختلفًا من المرض أو الأعراض. تُعد الستاتينات  مثال عن فئة دوائية تسبب آثارًا سمية على مستوى الهدف العلاجي (مختزلة 3-هيدروكسي-3-ميثيل جلوتاريل تميم الإنزيم أ).

### الاستجابات المناعية
قد تسبب بعض المستحضرات الدوائية ردود فعل تحسسية، كما هو الحال مع البنسلينات. قد يحرض إعطاء البنسلين عند بعض البشر إنتاجَ أضداد نوعية ويحرض استجابة مناعية. قد يسبب تفعيل هذه الاستجابة دون مبرر مخاطرَ صحية شديدة ويمنع الجهاز المناعي من العمل بصورة ملائمة. قد تكون الاستجابات المناعية نتيجة التعرض للمستحضرات الدوائية شائعةً للغاية في حوادث التلوث العرضي. ثبت أن التاموكسيفين، وهو أحد معدِّلات مستقبل الإستروجين الانتقائية، يعدل الاستجابة المناعية المكتسبة الخلطية في سمك الدنيس. في هذه الحالة، قد لا تسبب المستحضرات الدوائية آثارًا ضارة لدى البشر فقط، بل وأيضًا لدى جميع الكائنات الحية التي تعرضت لها بصورة غير مقصودة.

### السمية خارج الهدف
غالبًا ما تحدث الآثار الضارة عند أهداف غير مقصودة للعلاجات الدوائية حيث تكون الأدوية غير نوعية. في حال  كان باستطاعة الدواء الارتباط مع بروتينات أو مستقبلات أو إنزيمات غير متوقعة بحيث يمكنه تعديل سُبل مختلفة عن تلك المرغوبة للعلاج، فقد تحدث أثار متسلسلة خطيرة. أحد الأمثلة على ذلك هو الإبليرينون (مناهض لمستقبل الألدوستيرون)، الذي ينبغي أن يرفع مستويات الألدوستيرون، لكن ثبت تسبّبه بحدوث ضمور البروستات.

### التفعيل الحيوي
التفعيل الحيوي خطوة حاسمة في فعالية بعض المستحضرات الصيدلانية . في أغلب الأوقات، لا يكون الشكل الأصلي للدواء هو الشكل النشط، ولا بد من أن يخضع للاستقلاب كي يعطي آثاره العلاجية. في حالات أخرى، لا يكون التفعيل الحيوي ضروريًا لتصبح الأدوية فعالة، ويمكن بدلًا من ذلك أن تنتج وسائط تفاعلية تسبب آثارًا ضارة أشد مقارنة مع الشكل الأصلي للدواء. قد يحدث التفعيل الحيوي خلال مرحلة العمل الأولى للإنزيمات الاستقلابية، مثل السيتوكروم بي450 أو إنزيمات البيروكسيداز. قد تسبب الوسائط التفاعلية خسارة في وظيفة بعض السبل الإنزيمية، أو قد تحرض إنتاج مركبات الأكسجين التفاعلية، وقد يسبب كلٌّ من الأمرين زيادة في مستويات الإجهاد ويؤثر في الاستتباب الداخلي.

### التداخلات الدوائية
قد تحدث التداخلات الدوائية عند إعطاء أدوية محددة في الوقت نفسه. قد تكون الآثار الناتجة جمعية (محصلتها أكبر من تلك التي يسببها دواء بمفرده)، أو أقل من جمعية (الآثار العلاجية أقل من تلك التي يسببها دواء بمفرده)، أو قد تُحدث تعديلات وظيفية (يغير أحد الأدوية طريقة امتصاص دواء آخر، وتوزّعه، واستقلابه). يمكن أن تكون التداخلات الدوائية مصدر قلق شديد للمرضى الذين يخضعون للعلاج متعدد الأدوية. ثبت أن التناول المتزامن للكلوروكين ، وهو دواء مضاد للملاريا، ودواء الستاتين لعلاج الأمراض القلبية والوعائية يسبب تثبيطًا لعديدات الببتيد العضوية الناقلة للأَنيونات (أو إيه تي بّي إس) ويؤدي إلى التعرض الجهازي للستاتين.